# Tchouktches
Cet article concerne le peuple tchouktche. Pour la langue tchouktche, voir tchouktche.
Les Tchouktches (en russe : чукчи, tchouktchi, au pluriel et чукча, tchouktcha, au singulier) (parfois Tchoutches) sont un peuple de Paléo-Sibériens habitant le nord de l'Extrême-Orient russe, sur les rives de l'océan Arctique et de la mer de Béring. Ils parlent le tchouktche. Originellement, ils vivaient sur la rive nord de la mer d'Okhotsk.

Clans tchouktches vers 1900.

## Ethnonymie
Dans leur langue, les Tchouktches se nomment eux-mêmes Lygoravetlat (tchouktche : Ԓыгъоравэтԓьэт), c'est-à-dire « le vrai peuple ». Le nom « Tchouktche » est l'exonyme utilisé par les Russes pour les décrire. Il dérive d'un terme de la langue tchouktche, chauchu, qui signifie « abondant en rennes ».

## Origine
Les analyses génétiques suggèrent que les Tchouktches seraient en fait des Béringiens (devenus les premiers Amérindiens) qui ont effectué un mouvement de retour en Asie.

## Histoire
Au XVIIe siècle et jusqu'à la révolution russe de 1917, ce peuple est le seul à résister à l'Empire russe malgré le génocide dont ils sont les victimes, mené par Dmitri Pavloutski[réf. nécessaire],.
Au début des années 1920, le nouveau pouvoir soviétique peine à s'imposer dans les régions extrêmes. L'interdiction de la religion, la réorganisation du mode de production économique en collectivités, les tentatives de sédentarisation forcées et l'interdiction du tchouktche mécontentent les populations arctiques. Vers la fin de la décennie les protestations tchouktches se taisent. Les autorités mettent en place 28 sovkhozes en Tchoukotka basés sur l'exploitation des troupeaux de rennes et la chasse aux mammifères marins. Les Tchouktches sont scolarisés et apprennent le russe.
Dans les années 1950, les terres tchouktches sont utilisées pour des projets d'exploitation minière, pétrolifère et gazière menaçant durablement le mode de vie des Tchouktches.
Après la chute de l'Union soviétique, les sovkhozes sont privatisés et l'économie rurale traditionnelle des Tchouktches s'effondre. Depuis, les Tchouktches vivant de cette économie ainsi que les Russes de la région ne survivent que grâce à l'aide humanitaire.
Dans les années 1960, leur troupeau de rennes comptait 600 000 têtes. Le déclin de la renniculture a profondément modifié la structure sociale et économique des Tchouktches qui l'ont souvent mal supporté, entraînant alcoolisme et suicides. Dans les années 2000, une politique publique de soutien à l'élevage a redynamisé le secteur qui compte en 2008 environ 200 000 rennes.
Les Tchouktches sont souvent pris pour cible des blagues russes à cause de leur supposée naïveté et de la simplicité de leur mode de vie.

## Répartition géographique
La majorité des Tchouktches vivent dans le district autonome de Tchoukotka, mais certains vivent aussi dans la  république de Sakha, dans l'oblast de Magadan et dans le district autonome des Koriaks (incorporé au kraï du Kamtchatka). Quelques Tchouktches se sont aussi installés dans les villes occidentales de Russie (Moscou, Saint-Pétersbourg…) ainsi qu'en Europe et en Amérique du Nord. On estime le nombre de Tchouktches dans le monde à 15 000.

## Subdivisions
Les Tchouktches sont traditionnellement divisés en deux branches.
- Les Anqallyt ou Ankalyn (« les gens de la Mer ») vivent sur les côtes, en contact avec les Inuits, et sont des chasseurs, principalement de mammifères marins et pêcheurs. La nourriture de cette population est constituée à plus de 50 % de cétacés (baleine grise, baleine boréale et cachalot, notamment). La pêche est une activité économique importante. Les conventions de la Commission baleinière internationale autorisent la pêche de 140 baleines grises par années.
- Les Tchouktches chavchu vivent en nomades dans la toundra avec leurs troupeaux de rennes. Les Tchouktches traditionnels vivent dans des yaranga, sortes de yourtes couvertes de peau. Les rennes leur fournissent du lait, du fromage de la viande et des vêtements.

## Religion et culture

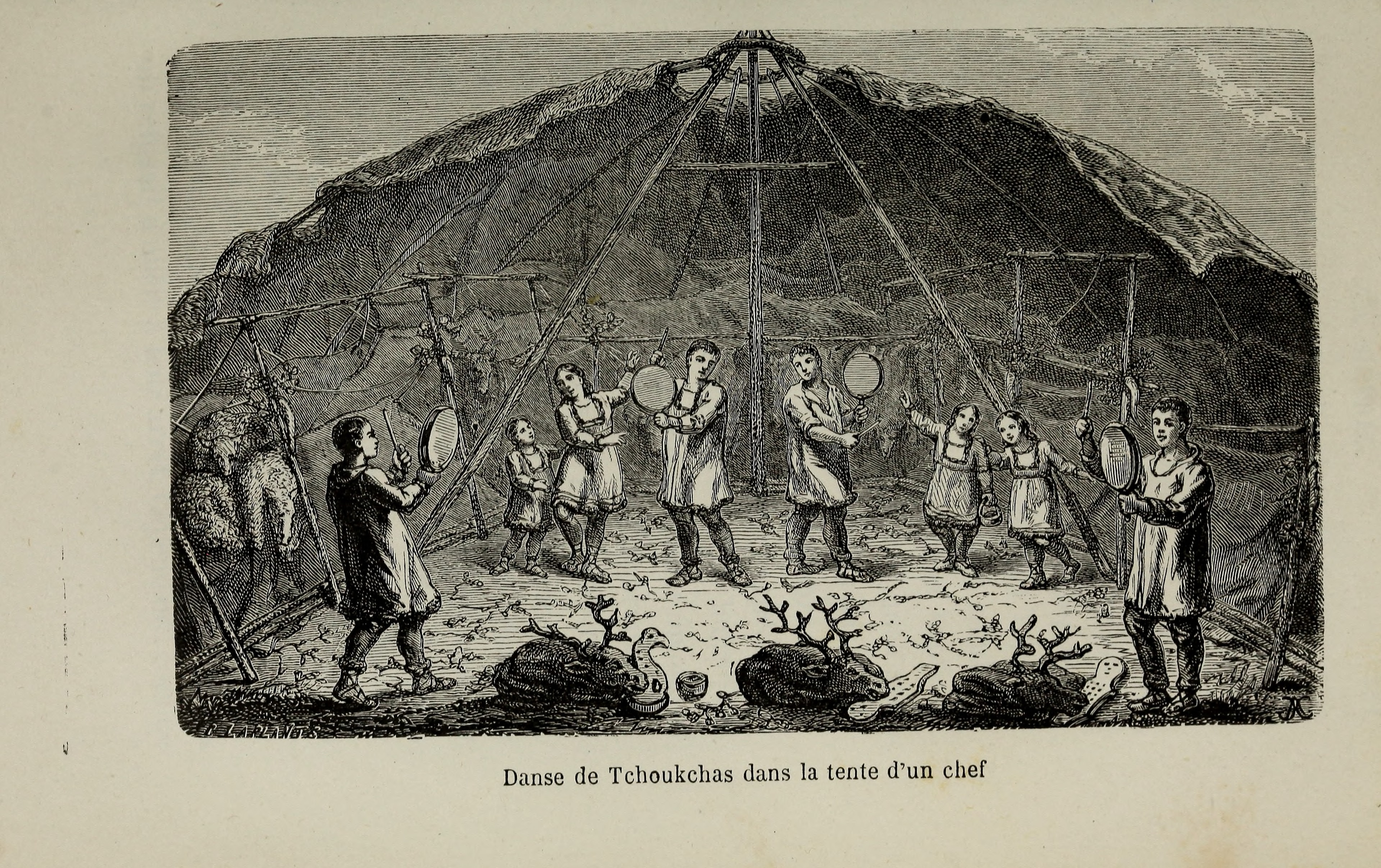
1968
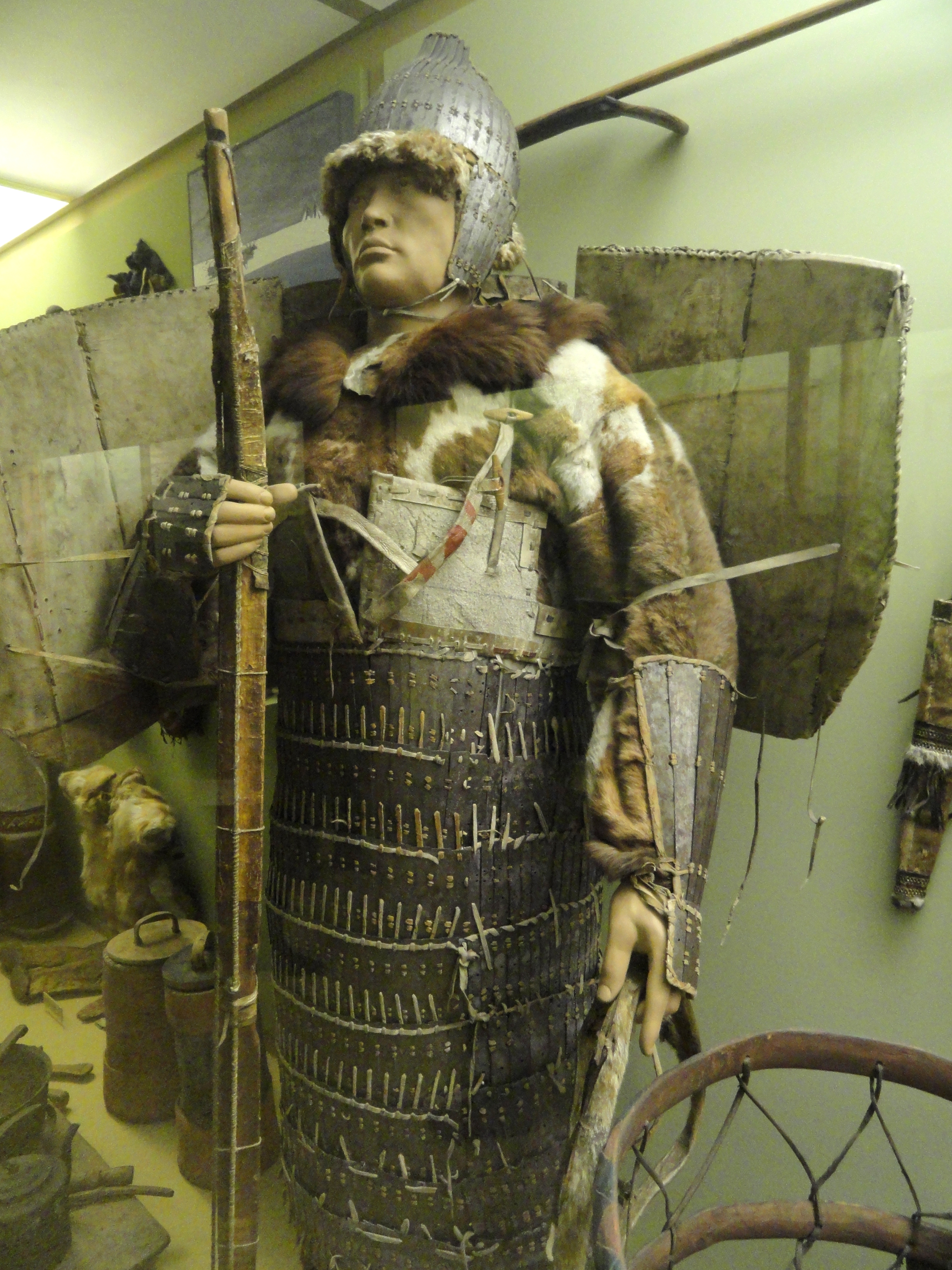
Armure, 1850-1880
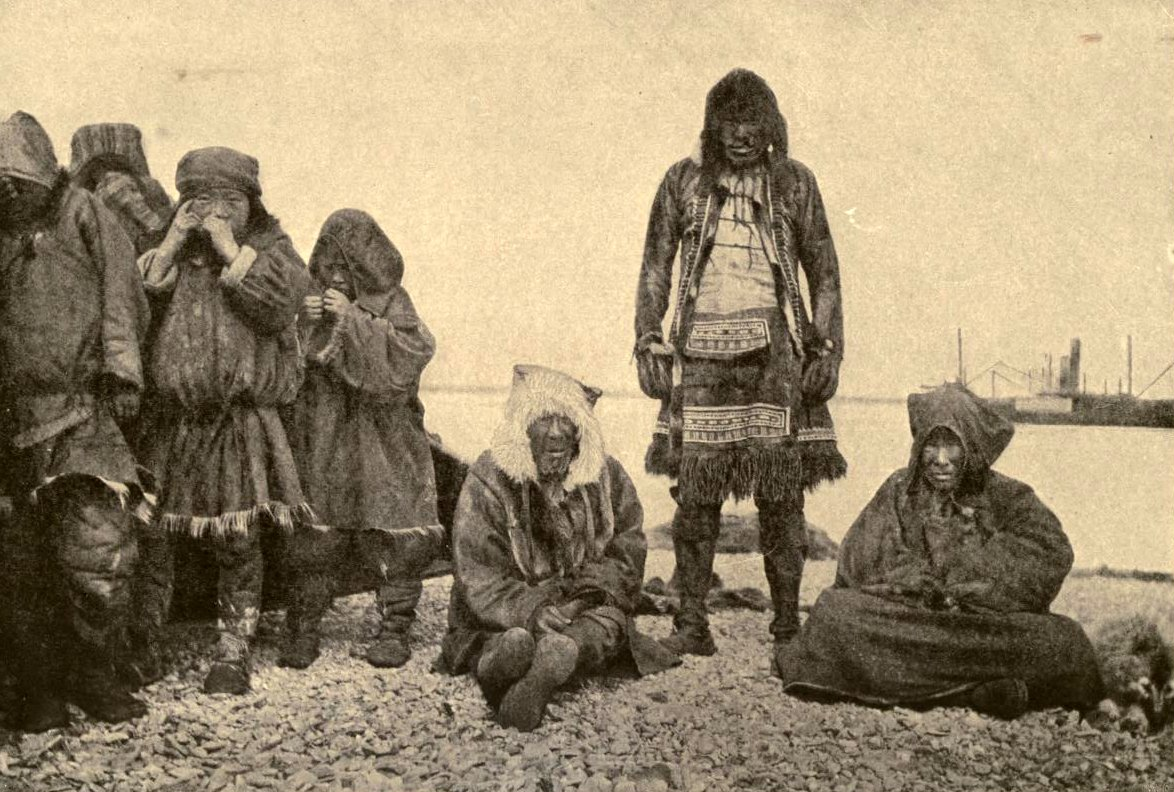
1906
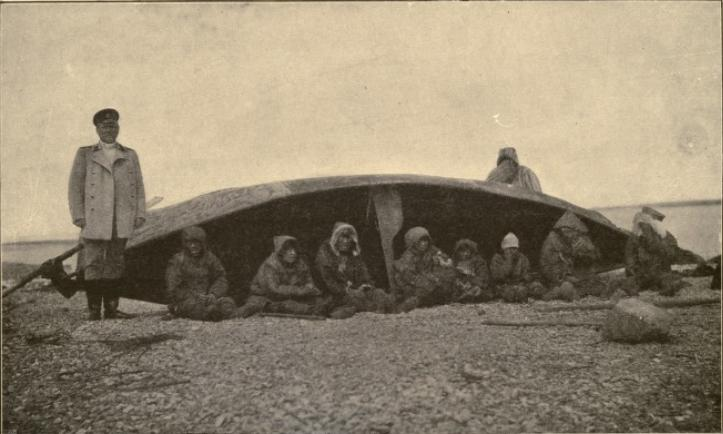
1906
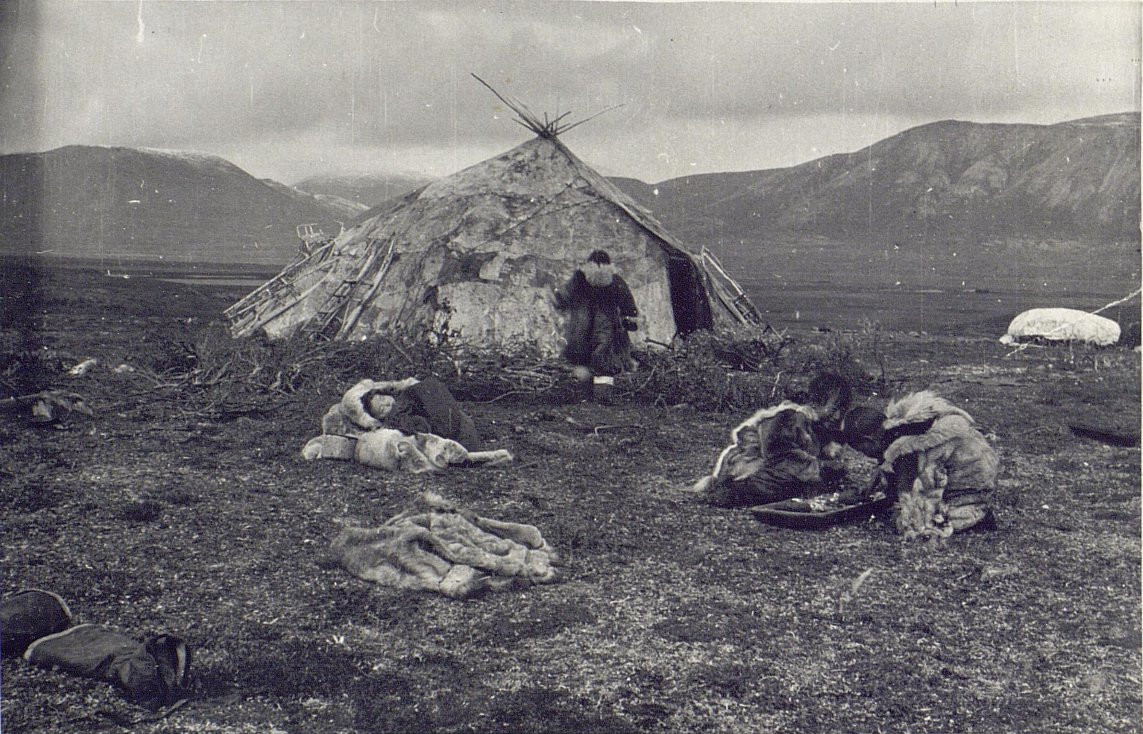
1948/1950

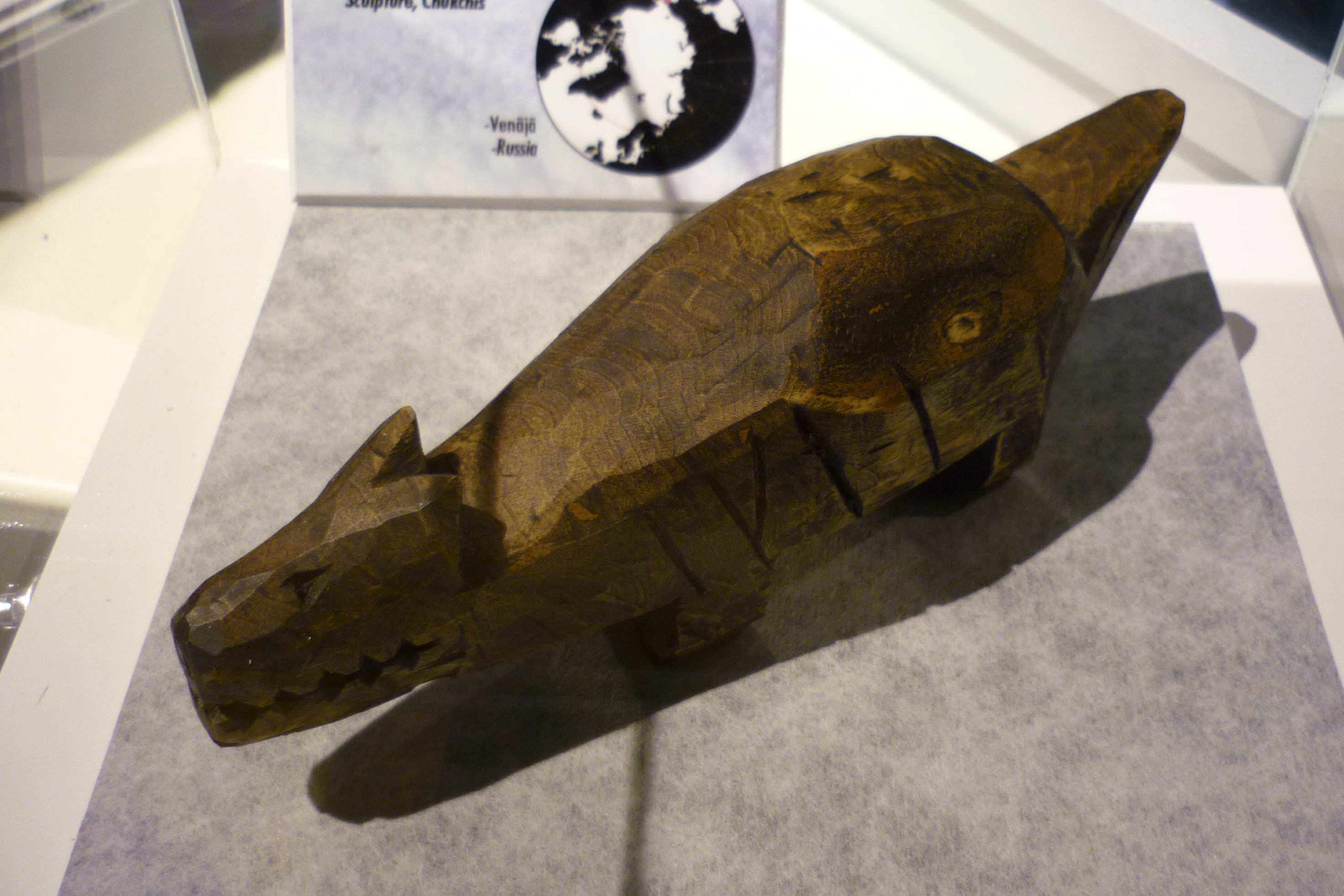
Sculpture
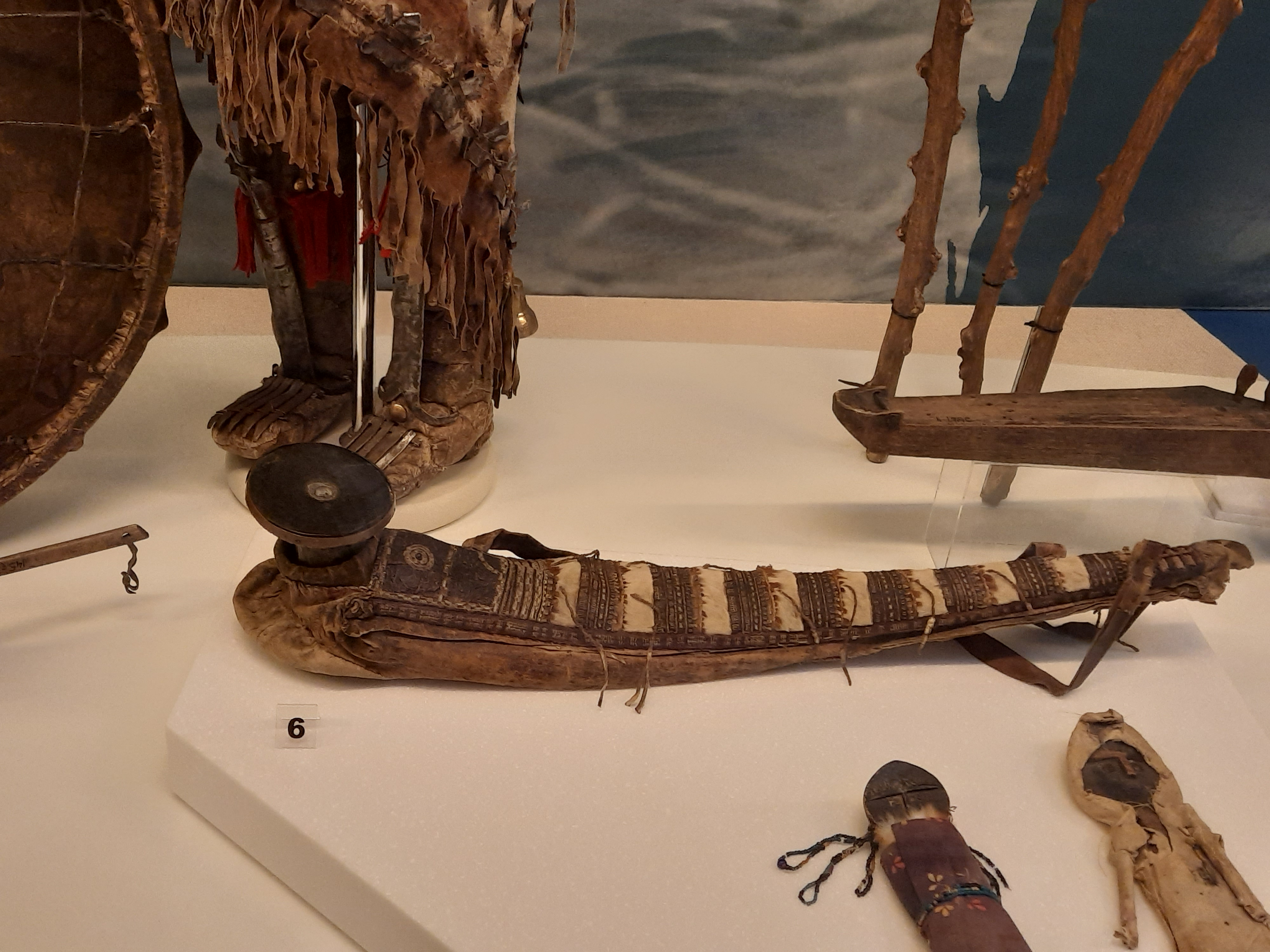
Pipe cérémonielle
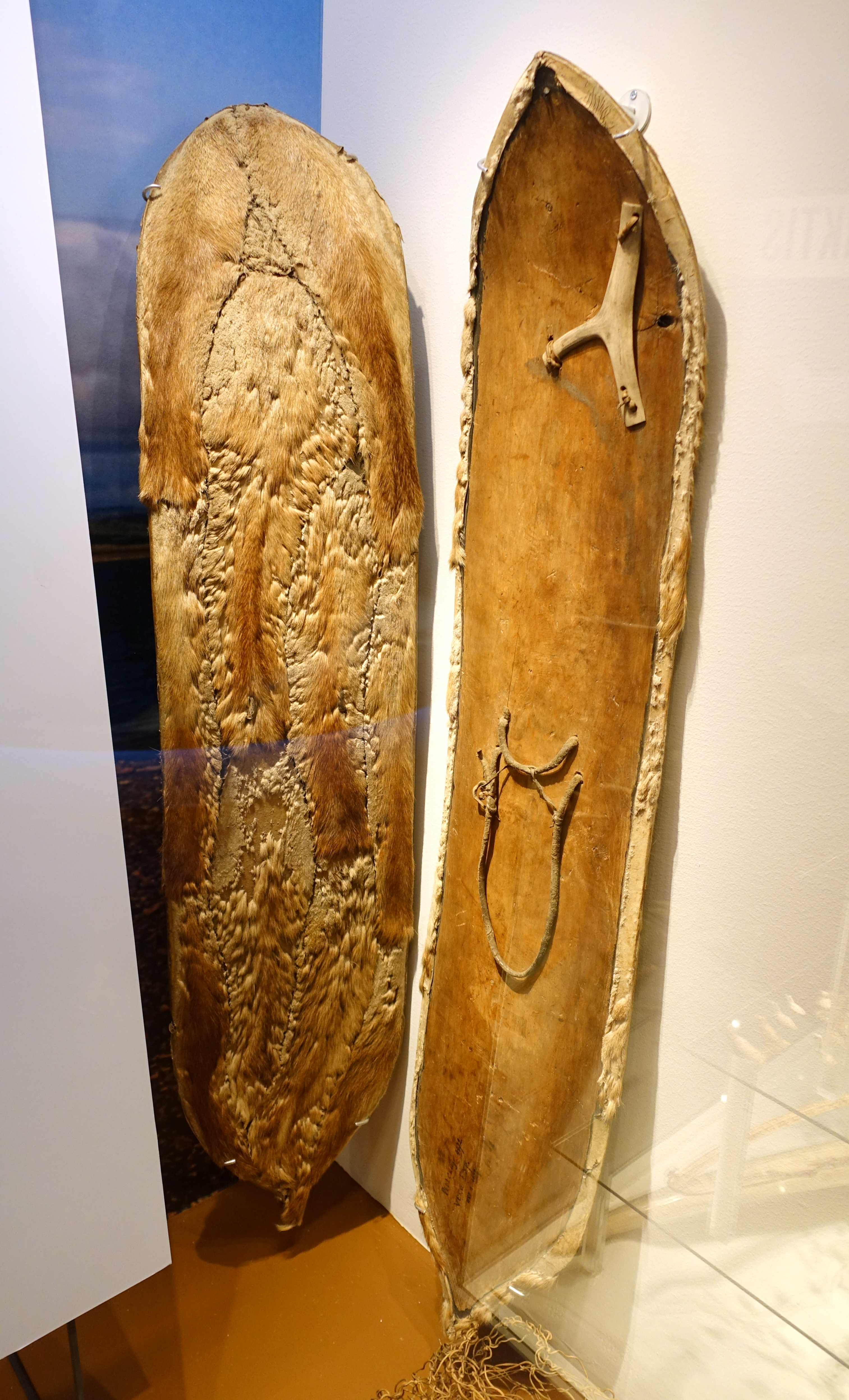
Chaussures de neige
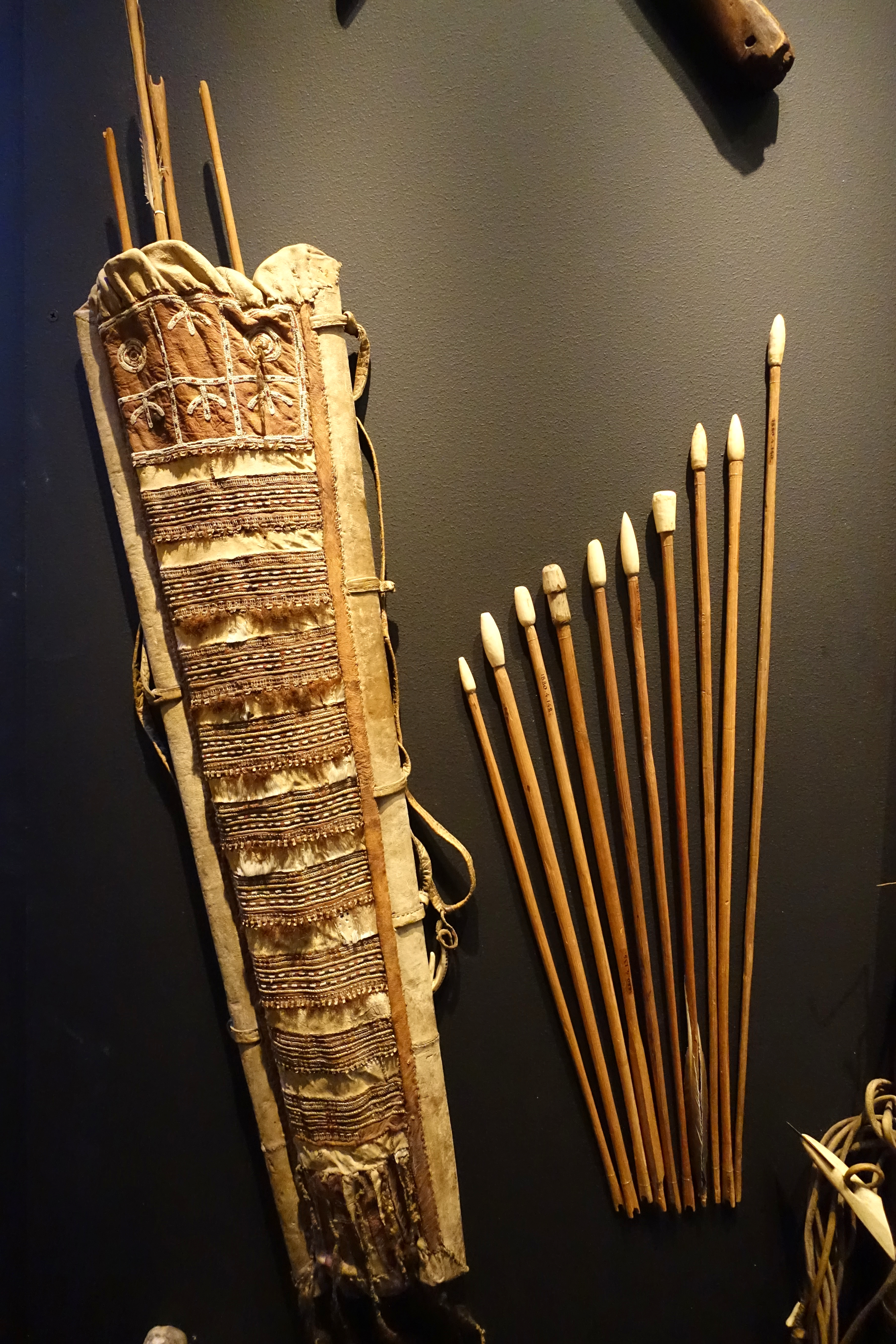
Carquois et flèches
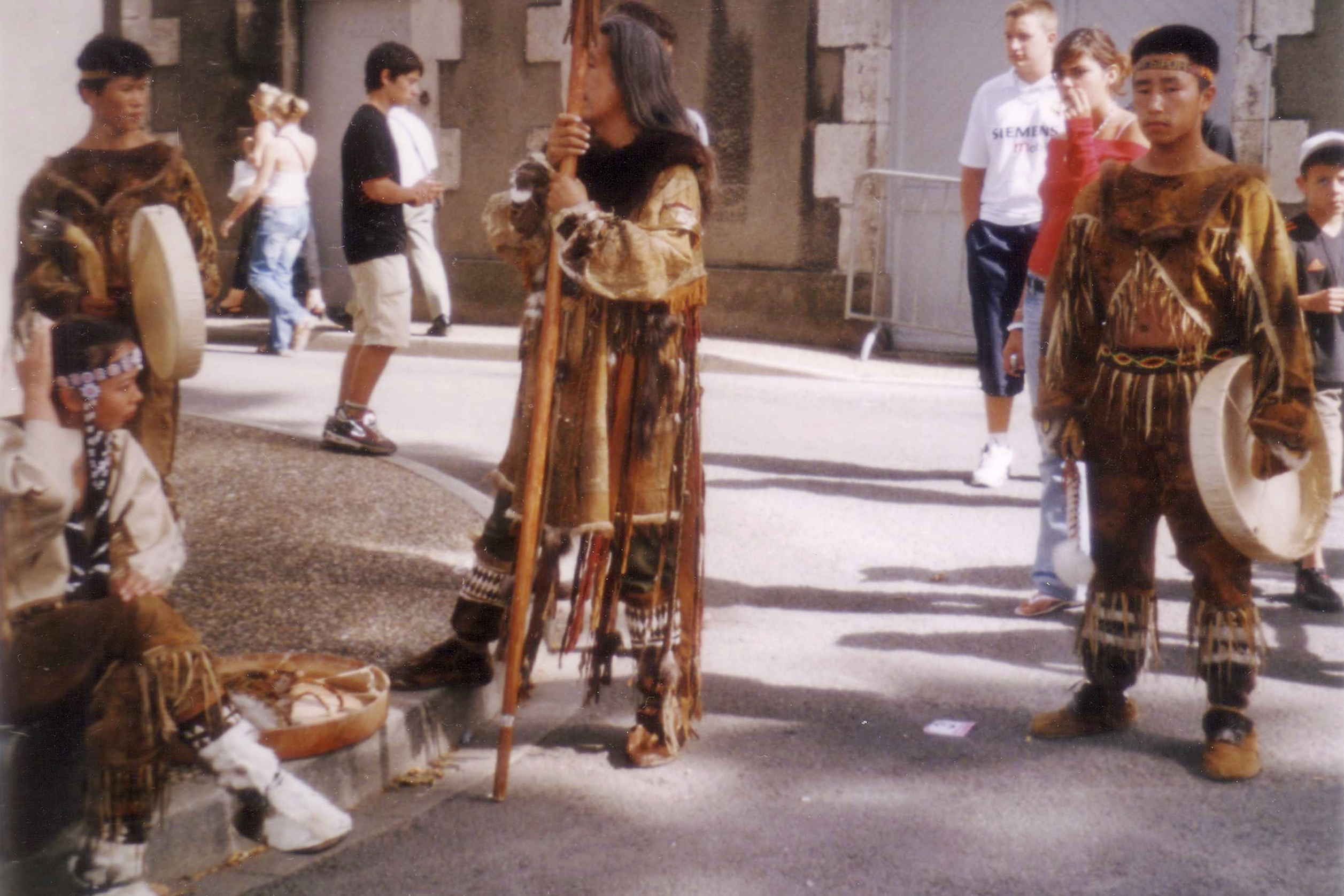
Danseurs tchouktches pendant le Festival de Confolens

La religion tchouktche est empreinte de chamanisme et d'animisme. Chaque objet a une âme qui peut être soit malveillante, soit bienveillante. Lors de la période soviétique, la religion tchouktche était interdite comme toute autre religion.
La culture tchouktche a été popularisée récemment à la suite du succès de l'écrivain tchouktche Iouri Rytkheou (1930-2008). Et plus récemment par l'écrivaine Veqet qui écrit, et est publiée en tchouktche.

## Acculturation chez les Tchouktches
La sédentarisation et les difficultés de l'élevage des rennes ont bouleversé la culture tchouktche. L'acculturation des Tchouktches résulte dans un premier temps de la modernisation menée par les autorités soviétiques (urbanisation et industrialisation) et dans un second temps de l'avènement brutal de la loi du marché et des difficultés matérielles en résultant en Russie dans les années 1990. Cette acculturation et les problèmes sanitaires et sociaux l'accompagnant est si forte qu'elle peut apparaître comme une extinction culturelle, un ethnocide (vymiranie), mais elle a aussi pu être surévaluée par des militants culturels et politiques tchouktches ainsi que par les observateurs extérieurs, exaltant un passé idéalisé où ce peuple était indépendant dans une sorte d'« ethnostalgie ».

### L'alcoolisation
L'alcoolodépendance est considéré comme un problème majeur pour les Tchouktches. Auteur du reportage Les Seigneurs de Behring, Frédéric Tonolli tourne pendant dix ans un film intitulé La Mort d'un peuple, qui est diffusé sur France 3 en 2009 dans le magazine Thalassa. Il montre l'évolution de la vie des Tchouktches, les méfaits de l'alcool tant d'un point de vue pécuniaire que sanitaire. Le taux important de suicide, qui « touchent toutes les familles », est également relevé. « L'espérance de vie des hommes ne dépasse pas 45 ans », et la pérennité même du peuple Tchouktche serait menacée par ce problème,,.

### Sources et bibliographie
- (en) Waldemar Bogoras, The Chukchee, 1909, Memoirs of the American Museum of Natural History
- (en) Patty A. Gray, The Predicament of Chukotka's Indigenous Movement : Post-Soviet Activism in the Russian Far North, Cambridge, 2005
- (en) Anna Kerttula, Antler on the Sea: the Yup'ik and Chukchi of the Russian Far East, Cornell University Press, Ithaca (N.Y.), 2000, 180 p.  (ISBN 0-8014-3681-8)
- Jean Malaurie, Hummocks 2, Pocket, Paris, 2005 (2e éd. rev. et augm.), 2 vol. (443, 619 p.)  (ISBN 2-266-14770-6)
- Youri Rytkhèou (trad. Yves Gauthier), La Bible tchouktche ou le dernier chaman d'Ouelen : récit, Arles, Actes Sud, 2002, 351 p. (ISBN 2-7427-4117-8) (traduit du russe)
- Veqet (trad. Charles Weinstein), Peaux de phoque, Paris, Autrement, 1999, 137 p. (ISBN 2-86260-950-1) (traduit du tchouktche / titre original : Tanoïgaïkotlat)

### Filmographie
- Les seigneurs de Behring, film de Patrick Boitet, Point du jour, Paris, 1995, 52 min (VHS) ; contenu dans le DVD 4 de la collection Grands reporters : les films du prix Albert-Londres, Éd. Montparnasse, Paris, 2011
- L'appel de la toundra, film de Joëlle Robert-Lamblin, CNRS audiovisuel, Meudon, 2003, 22 min (DVD)
- Les enfants de la baleine, film de Frédéric Tonolli, MK2, Paris ; TF1 vidéo, Issy-les-Moulineaux, 2008, 1 h 51 min (DVD)

#### Ethnographie des Tchouktches
- Lev Sternberg (1861-1927)
- Vladimir Bogoraz (1865-1936)

#### Droit international
- Peuple autochtone, Droit des peuples autochtones (Déclaration des droits des peuples autochtones)
- Coutume, Savoirs traditionnels
- Droit des peuples à disposer d'eux-mêmes